# Rune Toftgård
Rune Toftgård, född 1950, är en svensk forskare i toxikologi.
Toftgård studerade matematik och kemi vid Göteborgs universitet och gick därefter vidare till forskarutbildning vid Karolinska Institutet, där han 1982 disputerade i toxikologi. 1992 blev han professor i miljötoxikologi vid Karolinska Institutet, och sedan 1998 är han ledamot av Nobelförsamlingen vid Karolinska Institutet. Vid Nobelprisutdelningen 10 december 2009 presenterade han medicinpristagarna och deras forskning innan de tog emot priset. 2010 invaldes han som ledamot av Karolinska Institutets Nobelkommitté.